# مه سیاه (۱۹۴۳)
مه سیاه (انگلیسی: Black May) به دوره‌ای (ماه مه ۱۹۴۳) در نبرد اقیانوس اطلس (۱۹۳۹–۱۹۴۵) در طول جنگ جهانی دوم اشاره دارد، در این دوره کریگسمارینه (نیروی دریایی آلمانی) تلفات زیادی را متحمل شد و کشتی‌های متفقین کمتری غرق شدند. آن را نقطه عطفی در نبرد اقیانوس اطلس می‌دانند.